# (16589) Hastrup
(16589) Hastrup ist ein Asteroid des Hauptgürtels, der am 24. September 1992 von der amerikanischen Astronomin Eleanor Helin am Palomar-Observatorium entdeckt wurde.
Der Himmelskörper ist nach Rolf Hastrup (* 1930) benannt, einem Mitarbeiter des Jet Propulsion Laboratory, der in der Vergangenheit an den Surveyor- und Viking-Programmen beteiligt war und heute zukünftige unbemannte Raumfahrtmissionen plant.